# Dondukowskie osiedle wiejskie
Dondukowskie osiedle wiejskie – jedno z 5 osiedli wiejskich w rejonie giagińskim wchodzącym w skład Republiki Adygei. W 2022 liczyło 7004 mieszkańców.